# Gane Todorovski
Gane Todorovski (kyrillisch Гане Тодоровски; * 11. Mai 1929 in Skopje; † 22. Mai 2010 ebenda) war ein mazedonischer Dichter, Übersetzer, Literaturwissenschaftler und Diplomat.

## Leben
Todorovski studierte an der Universität Skopje und veröffentlichte 1951 seinen ersten Gedichtband Во утрините (Vo utrinite, dt.: morgens). Er promovierte mit einer Arbeit über die Veda Slovena, eine im 19. Jahrhundert veröffentlichte, jedoch möglicherweise nicht authentische Sammlung von Volksliedern und Legenden bulgarischsprachiger Moslems. Danach war er als Journalist für die jugoslawische Nachrichtenagentur Tanjug sowie mehrere Zeitschriften tätig. Schließlich wurde er Professor für mazedonische und kroatische Literaturgeschichte des 19. Jahrhunderts an der Universität Skopje. Er veröffentlichte weitere Gedichtbände sowie wissenschaftliche Publikationen und war Herausgeber der Zeitschrift Mlada Literatura (Junge Literatur). Außerdem war er Herausgeber mehrerer Anthologien mit Gedichten fremdsprachiger Autoren. In den Jahren 1969 bis 1971 und 1985/86 war er Präsident des Mazedonischen Schriftstellerverbandes. Er erhielt zahlreiche Auszeichnungen und war Mitglied der Mazedonischen Akademie der Wissenschaften und Künste.
Gane Todorovski war der erste mazedonische Botschafter in Russland.

## Werke

### Als Autor
- Istoriografski temi (Themen der Geschichtsschreibung), 1990
- Makedonskata literatura vo XIX - XX vek (Mazedonische Literatur im 19. bis 20. Jahrhundert), 1993

### Als Herausgeber und Übersetzer
- Slovenečki poeti (Slowenische Dichter), 1956
- Avstriskata Poezija na 20 vek (Österreichische Lyrik des 20. Jahrhunderts), 1982.